# شيقة
الشَّيقة هو جنس من الديدان في شعبة الديدان الشعرية في فصيلة الشيقيات. يتوزع الجنس في جميع أنحاء العالم باستثناء القارة القطبية الجنوبية.